# Ceglédi járás
A Ceglédi járás Pest vármegyéhez tartozó járás Magyarországon, amely 2013-ban jött létre. Székhelye Cegléd. Területe 886,30 km², népessége 89 261 fő, népsűrűsége pedig 101 fő/km² volt 2013. elején. 2013. július 15-én három város (Cegléd, Abony és Albertirsa) és kilenc község tartozott hozzá.
A Ceglédi járás a járások 1983. évi megszüntetése előtt is létezett, ezen a néven az 1950-es járásrendezés után, amikor az Abonyi járás székhelyét Abonyból Ceglédre helyezték és nevét ennek megfelelően megváltoztatták.

## Települései
| Település      | Rang (2013. július 15.) | Közös hivatal | Kistérség (2013. január 1.) | Népesség (2013. január 1.) | Terület (km²) |
| -------------- | ----------------------- | ------------- | --------------------------- | -------------------------- | ------------- |
| Cegléd         | járásszékhely város     | Cegléd        | Ceglédi                     | 36 384                     | 244,87        |
| Abony          | város                   |               | Ceglédi                     | 14 769                     | 127,97        |
| Albertirsa     | város                   | Albertirsa    | Ceglédi                     | 12 181                     | 72,96         |
| Ceglédbercel   | község                  |               | Ceglédi                     | 4 364                      | 28,15         |
| Csemő          | község                  |               | Ceglédi                     | 4 166                      | 79,44         |
| Dánszentmiklós | község                  |               | Ceglédi                     | 3 103                      | 38,01         |
| Jászkarajenő   | község                  |               | Ceglédi                     | 2 724                      | 65,15         |
| Kőröstetétlen  | község                  | Cegléd        | Ceglédi                     | 904                        | 32,65         |
| Mikebuda       | község                  | Albertirsa    | Ceglédi                     | 681                        | 42,17         |
| Tápiószőlős    | község                  |               | Ceglédi                     | 2 928                      | 31,79         |
| Törtel         | község                  |               | Ceglédi                     | 4 383                      | 84,16         |
| Újszilvás      | község                  |               | Ceglédi                     | 2 674                      | 38,98         |

## Története
A Ceglédi járás elődje az Abonyi járás volt, melynek neve 1898-ig Kecskeméti alsó járás volt és a 19. század közepén az addigi Kecskeméti járás feldarabolásával jött létre.
Az 1950-es járásrendezés során 1950. június 1-jén az Abonyi járás székhelyét Abonyból a rég városi ranggal rendelkező, jobb közlekedési helyzetben lévő, a térség tényleges központjának szerepét betöltő Ceglédre helyezték át, és elnevezését is ehhez igazították. Egyidejűleg a Monori járástól ide csatolták azt a négy községet, melyek közelebb fekszenek Ceglédhez mint Monorhoz.
Ezt követően a járás községeinek listája 1983 végi megszűnéséig csak új községek alakítása miatt változott: Cegléd és Nagykőrös nagy kiterjedésű határának egyes részeiből alakult 1952-ben Csemő és 1954-ben Nyársapát. Részben Jászkarajenő területéből jött létre 1954-ben Tiszajenő község, melyet Szolnok megye Szolnoki járásához osztottak be, és ezzel a járás – és vele Pest megye – elveszítette utolsó tiszai partszakaszát.
1984. január 1-jével új közigazgatási beosztás jött létre Magyarországon. A járások megszűntek és a megyék város- és nagyközségkörnyékekre oszlottak. A Ceglédi járás községei közül kettőt a Nagykőrösi, a többit a Ceglédi városkörnyékhez osztották be.

### Községei 1950 és 1983 között
Az alábbi táblázat felsorolja a Ceglédi járáshoz tartozott községeket, bemutatva, hogy mikor tartoztak ide, és hogy hova tartoztak megelőzően, illetve később.
A tanácsrendszer első éveiben, 1950 és 1954 között Cegléd és Nagykőrös jogállása közvetlenül a járási tanács alá rendelt város volt, vagyis a járáshoz tartoztak.
| Község         | Mikortól | Honnan                        | Meddig | Hova                       |
| -------------- | -------- | ----------------------------- | ------ | -------------------------- |
| Abony          | 1950     | Abonyi járásból               | 1983   | Ceglédi városkörnyékhez    |
| Albertirsa     | 1950     | Monori járásból               | 1983   | Ceglédi városkörnyékhez    |
| Ceglédbercel   | 1950     | Monori járásból               | 1983   | Ceglédi városkörnyékhez    |
| Csemő          | 1952     | Cegléd és Nagykőrös határából | 1983   | Ceglédi városkörnyékhez    |
| Dánszentmiklós | 1950     | Monori járásból               | 1983   | Ceglédi városkörnyékhez    |
| Jászkarajenő   | 1950     | Abonyi járásból               | 1983   | Ceglédi városkörnyékhez    |
| Kocsér         | 1950     | Abonyi járásból               | 1983   | Nagykőrösi városkörnyékhez |
| Kőröstetétlen  | 1950     | Abonyi járásból               | 1983   | Ceglédi városkörnyékhez    |
| Mikebuda       | 1952     | Albertirsa határából          | 1983   | Ceglédi városkörnyékhez    |
| Nyársapát      | 1954     | Cegléd és Nagykőrös határából | 1983   | Nagykőrösi városkörnyékhez |
| Törtel         | 1950     | Abonyi járásból               | 1983   | Ceglédi városkörnyékhez    |